# إدوارد بي. جونز
إدوارد بي. جونز (بالإنجليزية: Edward P. Jones)‏‏ (1951 في واشنطن - ) كاتب، وروائي من الولايات المتحدة.

## الجوائز
- زمالة ماك آرثر
- جائزة بن / مالامود
- جائزة القلم للرواية
- جائزة أنسفيلد - وولف  [لغات أخرى]‏
- جائزة أوليفر هنري [الإنجليزية]‏

## روابط خارجية
- إدوارد بي. جونز على موقع الموسوعة البريطانية (الإنجليزية)
- إدوارد بي. جونز على موقع مونزينجر (الألمانية)
- إدوارد بي. جونز على موقع إن إن دي بي (الإنجليزية)